# جوردن بيريز
جوردن بيريز (بالإنجليزية: Jordan Perez)‏ (13 نوفمبر 1986 جبل طارق المملكة المتحدة - ) هو لاعب كرة قدم بريطاني يلعب كحارس مرمى.

## وصلات خارجية
جوردن بيريز على موقع الاتحاد الأوربي (الإنجليزية)
- جوردن بيريز على موقع قاعدة بيانات كرة القدم.إي يو (الإنجليزية)
- جوردن بيريز على موقع ناشيونال فوتبول تيمز (الإنجليزية)
- جوردن بيريز على موقع Soccerway.com (الإنجليزية)